# Agnoshydrus densus
Agnoshydrus densus är en skalbaggsart som beskrevs av Biström, Nilsson och Wewalka 1997. Agnoshydrus densus ingår i släktet Agnoshydrus och familjen dykare. Inga underarter finns listade i Catalogue of Life.